# سيلفيا لوسون
سيلفيا لوسون (بالإنجليزية: Sylvia Lawson)‏ هي صحفية وكاتِبة أسترالية، ولدت في 12 نوفمبر 1932 في Summer Hill, New South Wales ‏ في أستراليا، وتوفيت في 6 نوفمبر 2017 في Carlton, Victoria ‏ في أستراليا.